# Condado de Clearfield
O Condado de Clearfield é um dos 67 condados do Estado americano da Pensilvânia. A sede do condado é Clearfield, e sua maior cidade é Clearfield. O condado possui uma área de 2 998 km²(dos quais 17 km² estão cobertos por água), uma população de 83 382 habitantes, e uma densidade populacional de 28 hab/km² (segundo o censo nacional de 2000). O condado foi fundado em 26 de março de 1804.